# آنا راکل پترسدوتیریر
آنا راکل پترسدوتیریر (انگلیسی: Anna Rakel Pétursdóttir؛ زادهٔ ۲۴ اوت ۱۹۹۸) بازیکن فوتبال اهل ایسلند است.
از باشگاه‌هایی که در آن بازی کرده‌است می‌توان به باشگاه فوتبال لینشوپینگ اشاره کرد.
وی همچنین در تیم ملی فوتبال زنان ایسلند بازی کرده‌است.